# كأس ملك إسبانيا 1976–77
كأس ملك إسبانيا 1976–77 (بالإسبانية: Copa del Rey de fútbol 1976-77)‏ هو الموسم 73 من كأس ملك إسبانيا. أشرف على تنظيمه الاتحاد الملكي الإسباني لكرة القدم، وكان عدد الأندية المشاركة فيه 113، وفاز فيه ريال بيتيس.